# Марченко, Григорий Александрович
Григорий Александрович Марченко (род. 26 декабря 1959) — казахстанский финансист, банкир, экономист, дважды председатель Национального банка Республики Казахстан.
- Руководил национальным банком во время реформ банковского сектора в 1996 году.[1]
- Разработчик Пенсионной реформы в Казахстане (1998 год).[2][3]
- В 2004 году принимал непосредственное участие в создании Агентства по регулированию и надзору финансовых рынков.
- Марченко исполняет обязанности президента Республиканских федераций ушу и жекпе-жек.[4][5][6][7]
- Руководил операцией, по которой 4 февраля 2009 года Национальный банк девальвировал тенге на 25 % по отношению к доллару США. Хотя министр экономики Бахыт Султанов заявлял, что снижение курса тенге по отношению к доллару в 2009 году не превысит 10 %.
- В 2011 году выдвинут единым кандидатом на пост главы Международного валютного фонда (МВФ) от стран СНГ[8], но позже отказался.
- 1 октября 2013 года Президент РК Нурсултан Назарбаев подписал Указ об освобождении Марченко Г. А. от должности Председателя Национального Банка РК. С формулировкой «по семейным обстоятельствам»[9].

## Биография
Родился 26 декабря 1959 года в городе Алма-Ате.
В 1979—1981 годах служил в рядах Советской Армии.
в 1984 году окончил с отличием Московский Государственный Институт Международных Отношений (МГИМО) по специальности «экономист-международник».
В 1984—1986 годах работал в Министерстве цветной металлургии Казахской ССР: инженером-конструктором в конструкторско-технологическом бюро, заместителем начальника отдела руководящих кадров — советником Министра.
1986—1988 работал переводчиком, редактором, старшим редактором и руководителем Маркетинговой информационной группы Казахского научно-исследовательского Института научно-экономических и технико-экономических исследований.
1988—1990 годы работал исполняющим директором сектора Конструкторского бюро полупроводникового машиностроения, Председателем Конструкторского бюро «Алое» научно-производственного кооперативного центра.
С 1990 по 1991 годы проходил обучение в Германии, являлся стажером Carl-Duisberg-Gesellschaft.
В 1991 году работал главным экспертом по внешнеэкономическим связям межрегионального государственного экологического консорциума «Евразия».
С 1992 по 1994 годы работал помощником Вице-Президента Республики Казахстан.
В 1994 году учился в Джорджтаунском университете в США.
1994—1995 — заместитель председателя Национального банка Республики Казахстан (Он курирует департамент денежно-кредитных операций, департамент анализа и статистики, управление ценных бумаг, центр перспективных исследований.)
В октябре 1995 года Григорий Марченко был назначен Председателем НБРК, заменив Кадыржана Дамитова.
В 1996 году началась Реформа банковского сектора.
Ноябрь 1996 — октябрь 1997 — председатель Национальной комиссии Республики Казахстан по ценным бумагам.
Октябрь 1997 — октябрь 1999 внештатный советник Президента Республики Казахстан.
1997—1999 годы президент Deutsche Bank Securities (Kazakhstan) (АО «Дойче Банк Секьюритиз»).
1999—2004 годы — председатель Национального банка Республики Казахстан.
6 января — 14 апреля 2004 года (подал в отставку) — первый заместитель премьер-министра Республики Казахстан.
Апрель — 12 октября 2004 — помощник Президента Республики Казахстан по экономическим вопросам.
Октябрь 2004 — январь 2009 года внештатный советник Президента Республики Казахстан.
После ухода с госслужбы Марченко, по его словам, «объявил на себя тендер». И предложение стать председателем правления и членом совета директоров АО «Народный банк Казахстана» оказалось наиболее интересным.
Январь 2005 — 22 января 2009 — председатель правления АО «Народный Сберегательный Банк Казахстана».
22 января 2009 — 1 октября 2013 — председатель Национального банка Республики Казахстан.
19 мая 2011 года на заседании Совета глав правительств СНГ в Минске Марченко был выдвинут в качестве единого кандидата на пост главы Международного валютного фонда от стран СНГ вместо досрочно ушедшего в отставку Доминика Стросс-Кана, но через три недели, трезво оценив свои силы, отказался.
13 октября 2020 года назначен советником председателя Правления Евразийского банка развития.

## Награды
- Орден «Парасат» (2001)[18]
- Юбилейная медаль «Қазақстан Республикасының Конституциясына 10 жыл» (2006)
- Орден «Қазақстан Республикасының Тұнғыш Президенті Нұрсұлтан Назарбаев» (2008)
- Орден «За гражданские заслуги» (Испания, 2009)[19]
- Медаль «20 лет независимости Республики Казахстан» (14 декабря 2011)[20]
- «Лучший Председатель Центробанка в 2003 году» по версии журнала «Euromoney»
- «Лучший финансист года» по версии «Выбор 2000 года в Республике Казахстан» и «Выбор 2001 года в Республике Казахстан»
- Почётный консул Республики Сингапур в Республике Казахстан
- Почётный консул Королевства Испании в г. Алма-Ата

## Мнение
Григорий Марченко считал, что назначение Даниала Ахметова премьер-министром было кадровой ошибкой.
Есть мнение, что Григория Марченко назначили на пост главы Нацбанка в противовес премьер-министру Кариму Масимову. (22 января, 2009 года).
3 августа 2009 — Будучи Главой Национального банка Казахстана Григорий Марченко не поддерживал идею объединения двух главных контрольных финансовых органов страны Национального банка Казахстана с агентством по финансовому надзору (АФН). А 23 апреля 2010 года повторно озвучил свой протест
По мнению казахстанской оппозиционной газеты «Республика» от 24 ноября 2009 — Глава Нацбанка Григорий Марченко поставил под сомнение последние оптимистичные высказывания премьер-министра Масимова о преодолении рецессии.. Стоит заметить, что при этом сам Марченко в своем заявлении имени премьер-министра не упоминал.
В статье от 12 марта 2010 газета «Республика» обвинила Григория Марченко в ослаблении национальной валюты к доллару.
Комментируя пенсионную реформу сказал: «Никто не виноват, что люди живут дольше».

## Книги
- Финансы как творчество: хроника финансовых реформ в Казахстане / Григорий Марченко; лит. запись Ирины Слюсаревой. — М. : Время, 2008. — 382 с. — (Серия «Дело») — ISBN 978-5-9691-0373-3

## Примечание
1. ↑  Архивированная копия. Дата обращения: 10 августа 2009. Архивировано 5 марта 2016 года.
2. ↑  КОНТИНЕНТ : Заметки по поводу… Дата обращения: 24 декабря 2009. Архивировано из оригинала 25 февраля 2005 года.
3. 1 2  «Отец» пенсионной реформы Казахстана уходит с госслужбы
4. ↑  Казахстанское деловое издание «Бизнес & Власть». Дата обращения: 18 марта 2010. Архивировано 14 октября 2011 года.
5. ↑  Казахстанская правда
6. ↑  Sedo Domain Parking — Sedo GmbH (недоступная ссылка)
7. ↑  :: Пример беззаветного служения спорту
8. ↑  Стросс-Кану нашли замену в Казахстане. Дата обращения: 19 мая 2011. Архивировано 22 мая 2011 года.
9. ↑  Назарбаев сменил главу Нацбанка. Дата обращения: 1 октября 2013. Архивировано 2 октября 2013 года.
10. ↑  Экс-советник Назарбаева Г.Марченко возглавит супер банко-холдинг всего СНГ | ЦентрАзия | Афганистан | Казахстан | Кыргызстан | Таджикистан | Туркменистан | Узбекистан |. Дата обращения: 10 августа 2009. Архивировано 4 марта 2016 года.
11. 1 2  БАНКОВСКИЙ СЕКТОР В КАЗАХСТАНЕ. Дата обращения: 10 августа 2009. Архивировано 5 марта 2016 года.
12. ↑  Эксперт: От нового главы Нацбанка Казахстана Г.Марченко ожидают оздоровления экономики страны — Фергана. Ру
13. 1 2  Эксперт: От нового главы Нацбанка Казахстана Г.Марченко ожидают оздоровления экономики страны | arba.ru. Дата обращения: 25 января 2010. Архивировано 5 октября 2013 года.
14. ↑  Вести.ру. Дата обращения: 19 мая 2011. Архивировано 4 октября 2013 года.
15. ↑  РИА-новости. Дата обращения: 19 мая 2011. Архивировано 21 мая 2011 года.
16. ↑  Марченко отказался от борьбы за пост главы МВФ. Дата обращения: 4 апреля 2012. Архивировано 17 июля 2011 года.
17. ↑  Григорий Марченко назначен советником председателя Правления ЕАБР
18. ↑  Указ Президента РК от 10.12.2001 № 737. Дата обращения: 9 ноября 2015. Архивировано из оригинала 20 января 2016 года.
19. ↑  Григорий Марченко награждён испанским орденом «За гражданские заслуги»
20. ↑  Накануне 20-летия Независимости страны Нурсултан Назарбаев вручил государственные награды и юбилейные медали. Дата обращения: 30 марта 2016. Архивировано из оригинала 30 января 2020 года.
21. ↑  Новость (недоступная ссылка)
22. ↑  Марченко выступил против слияния Нацбанка и АФН " Газета Диапазон :: новости Актобе, Казахстана и мира. Дата обращения: 25 января 2010. Архивировано 5 октября 2013 года.
23. ↑  Слияние Агентства РК по регулированию и надзору финансового рынка и финансовых организаций (АФН) и Национального Банка РК вызовет в конфликт интересов | Наша Агаша. Дата обращения: 26 апреля 2010. Архивировано 4 октября 2013 года.
24. ↑  Марченко не согласился с Масимовым по поводу кризиса. Дата обращения: 25 января 2010. Архивировано 4 октября 2013 года.
25. ↑  Марченко не согласен с Масимовым — Банки и финансы — Газета «Республика — деловое обозрение». Дата обращения: 25 января 2010. Архивировано 5 октября 2013 года.
26. ↑  После дождичка в четверг. Дата обращения: 1 июня 2010. Архивировано 24 сентября 2015 года.
27. ↑  Цитаты назарбаева о женщинах и высказывания о Казахстане. Дата обращения: 23 апреля 2019. Архивировано 23 апреля 2019 года.